# Jorge Rivera
Jorge Luis Rivera Motta (San Juan, 9 dicembre 1973) è un ex cestista portoricano.

## Carriera
Con Porto Rico ha disputato i Campionati americani del 2003 e i Giochi olimpici di Atene 2004.